# ギブズ-ヘルムホルツの式
ギブズ-ヘルムホルツの式（ギブズ-ヘルムホルツのしき、Gibbs-Helmholtz equation）とは、熱力学における関係式。内部エネルギーまたはエンタルピーと、自由エネルギーの間の関係式である。1876年にウィラード・ギブズが理論的に導出し、1882年にヘルマン・フォン・ヘルムホルツが実験的に証明した。ヴァルター・ネルンストは1906年、この式を手掛かりに熱力学第三法則を発見した。
化学反応における温度依存性を考える上で重要な式である。この式を使うと、化学電池の起電力が温度によってどの程度変わるかを、反応熱から推定できる。また、この式から導かれるファントホッフの式を使うと、化学平衡に達したときの反応物と生成物の存在比が温度によってどの程度変わるかを、反応熱から推定できる。反応熱が不明あるいは不確かなときは逆に、これらの熱力学関係式を使って反応熱を決定できる。すなわち熱量計による直接測定が困難な反応熱は、起電力や平衡定数の温度依存性を測定することにより、間接的に測定できる。
系のヘルムホルツエネルギー F が熱力学温度 T と体積 V の関数として表されているとき、この系の内部エネルギー U は次式で与えられる。
{\displaystyle U=F-T\left({\frac {\partial F}{\partial T}}\right)_{V}}
系のギブズエネルギー G が熱力学温度 T と圧力 p の関数として表されているとき、この系のエンタルピー H は次式で与えられる。
{\displaystyle H=G-T\left({\frac {\partial G}{\partial T}}\right)_{p}}
この二つの式と、これらから導かれる一連の式をギブズ-ヘルムホルツの式という。

## バリエーション

### 等価な式
ギブズ-ヘルムホルツの式には、幾通りかの表し方がある。たとえば、上記の式の右辺を1項にまとめた式もギブズ-ヘルムホルツの式と呼ばれる。
{\displaystyle {\begin{aligned}U&=-T^{2}\left[{\frac {\partial }{\partial T}}\left({\frac {F}{T}}\right)\right]_{V}\\H&=-T^{2}\left[{\frac {\partial }{\partial T}}\left({\frac {G}{T}}\right)\right]_{p}\end{aligned}}}
この二つの式から関数 F/T または G/T の温度係数を与える式が得られる。
{\displaystyle {\begin{aligned}\left[{\frac {\partial }{\partial T}}\left({\frac {F}{T}}\right)\right]_{V}&=-{\frac {U}{T^{2}}}\\\left[{\frac {\partial }{\partial T}}\left({\frac {G}{T}}\right)\right]_{p}&=-{\frac {H}{T^{2}}}\end{aligned}}}
応用上は、次の形が便利である。
{\displaystyle {\begin{aligned}\left[{\frac {\partial (F/T)}{\partial (1/T)}}\right]_{V}&=U\\\left[{\frac {\partial (G/T)}{\partial (1/T)}}\right]_{p}&=H\end{aligned}}}
最後の式は、G/T を温度の逆数 1/T に対してプロットしたときの傾きがエンタルピー H に等しい、ということを表している。

### 反応熱と自由エネルギー変化
温度 T、圧力 p の定温定圧条件下で起こる化学反応を考える。生成物のエンタルピー H(products; T, p) とギブズエネルギー G(products; T, p) の間にギブズ-ヘルムホルツの式が成り立つ。
{\displaystyle H({\text{products}};T,p)=G({\text{products}};T,p)-T\left[{\frac {\partial G({\text{products}};T,p)}{\partial T}}\right]_{p}}
反応物のエンタルピー H(reactants; T, p) とギブズエネルギー G(reactants; T, p) の間にも同様の式が成り立つ。
{\displaystyle H({\text{reactants}};T,p)=G({\text{reactants}};T,p)-T\left[{\frac {\partial G({\text{reactants}};T,p)}{\partial T}}\right]_{p}}
辺々引くと、反応エンタルピー
{\displaystyle \Delta _{\text{r}}H(T,p)=H({\text{products}};T,p)-H({\text{reactants}};T,p)}
と反応ギブズエネルギー
{\displaystyle \Delta _{\text{r}}G(T,p)=G({\text{products}};T,p)-G({\text{reactants}};T,p)}
の間の関係式が得られる。
{\displaystyle \Delta _{\text{r}}H(T,p)=\Delta _{\text{r}}G(T,p)-T\left[{\frac {\partial \Delta _{\text{r}}G(T,p)}{\partial T}}\right]_{p}}
温度 T、体積 V の定温定積条件下でも同様の式が成り立つ。
{\displaystyle \Delta _{\text{r}}U(T,V)=\Delta _{\text{r}}F(T,V)-T\left[{\frac {\partial \Delta _{\text{r}}F(T,V)}{\partial T}}\right]_{V}}
この二つの式は、定圧反応熱または定容反応熱を、自由エネルギー変化に関係付ける式である。これらもギブズ-ヘルムホルツの式と呼ばれる。

### 反応熱と起電力
化学電池の起電力 Ecell と反応ギブズエネルギー ΔrG の間には、次の関係式が成り立つ。
{\displaystyle \Delta _{\text{r}}G=-z{\boldsymbol {F}}E_{\text{cell}}}
ここで z は電池反応に伴って移動する電子の数であり、F はファラデー定数である。この式を定温定圧条件下で成り立つギブズ-ヘルムホルツの式に代入すると、反応エンタルピー ΔrH と起電力 Ecell の間の関係式が得られる。
{\displaystyle \Delta _{\text{r}}H=-z{\boldsymbol {F}}E_{\text{cell}}+z{\boldsymbol {F}}T\left({\frac {\partial E_{\text{cell}}}{\partial T}}\right)_{p}}
この式もギブズ-ヘルムホルツの式と呼ばれることがある。

## 式の導出
自由エネルギーの定義式からエントロピーを消去すると、ギブズ-ヘルムホルツの式が得られる。以下、ヘルムホルツエネルギーを例にとって説明する。ギブズエネルギーに関してもほぼ同様の手順で導出できる。
熱力学第一法則と熱力学第二法則により、内部エネルギー U の全微分 dU について
{\displaystyle \mathrm {d} U=T\mathrm {d} S-p\mathrm {d} V}
が成り立つ。ここで T は熱力学温度、 S はエントロピー、p は圧力、V は体積である。化学ポテンシャルの項は省略した。この式とヘルムホルツエネルギーの定義式
{\displaystyle F=U-TS}
から、ヘルムホルツエネルギー F の全微分 dF について
{\displaystyle \mathrm {d} F=\mathrm {d} U-T\mathrm {d} S-S\mathrm {d} T=-S\mathrm {d} T-p\mathrm {d} V}
が成り立つ。一方、ヘルムホルツエネルギーが温度 T と体積 V の関数 F(T, V) として与えられているとき、全微分 dF は
{\displaystyle \mathrm {d} F=\left({\frac {\partial F}{\partial T}}\right)_{V}\mathrm {d} T+\left({\frac {\partial F}{\partial V}}\right)_{T}\mathrm {d} V}
と表される。上の2式の dT の係数を比較すると
{\displaystyle -S=\left({\frac {\partial F}{\partial T}}\right)_{V}}
が導けるから、これをヘルムホルツエネルギーの定義式 F = U − TS に代入すると、ギブズ-ヘルムホルツの式
{\displaystyle U=F-T\left({\frac {\partial F}{\partial T}}\right)_{V}}
が得られる。
他の等価な式は、微分の公式を使うと
{\displaystyle \left[{\frac {\partial (F/T)}{\partial (1/T)}}\right]_{V}=-T^{2}\left[{\frac {\partial }{\partial T}}\left({\frac {F}{T}}\right)\right]_{V}=F-T\left({\frac {\partial F}{\partial T}}\right)_{V}}
となることから、直ちに得られる。

## 熱力学ポテンシャル

### ヘルムホルツエネルギー
温度 T と体積 V を変数とするヘルムホルツエネルギー F(T, V) は、熱力学ポテンシャルのひとつであり、系の平衡状態における熱力学的性質の情報を全て持つ。エントロピー S と圧力 p は、dF = −SdT − pdV より
{\displaystyle {\begin{aligned}S(T,V)&=-\left({\frac {\partial F}{\partial T}}\right)_{V}\\p(T,V)&=-\left({\frac {\partial F}{\partial V}}\right)_{T}\end{aligned}}}
と表される。内部エネルギー U は、ギブズ-ヘルムホルツの式より
{\displaystyle U(T,V)=F-T\left({\frac {\partial F}{\partial T}}\right)_{V}}
と表される。ギブズエネルギー G とエンタルピー H は
{\displaystyle {\begin{aligned}G(T,V)&=F+pV=F-V\left({\frac {\partial F}{\partial V}}\right)_{T}\\H(T,V)&=U+pV=F-T\left({\frac {\partial F}{\partial T}}\right)_{V}-V\left({\frac {\partial F}{\partial V}}\right)_{T}\end{aligned}}}
と表される。すなわち、関数 F(T, V) が (T0, V0) で偏微分可能であれば、温度 T0、体積 V0 における S, p, U, G, H が全て計算できる。

### ギブズエネルギー
温度 T と圧力 p を変数とするギブズエネルギー G(T, p) もまた熱力学ポテンシャルであり、系の平衡状態における熱力学的性質の情報を全て持つ。エントロピー S と体積 V は、dG = −SdT + Vdp より
{\displaystyle {\begin{aligned}S(T,p)&=-\left({\frac {\partial G}{\partial T}}\right)_{p}\\V(T,p)&=\left({\frac {\partial G}{\partial p}}\right)_{T}\end{aligned}}}
と表される。エンタルピー H は、ギブズ-ヘルムホルツの式より
{\displaystyle H(T,p)=G-T\left({\frac {\partial G}{\partial T}}\right)_{p}}
と表される。ヘルムホルツエネルギー F と内部エネルギー U は
{\displaystyle {\begin{aligned}F(T,p)&=G-pV=G-p\left({\frac {\partial G}{\partial p}}\right)_{T}\\U(T,p)&=H-pV=G-T\left({\frac {\partial G}{\partial T}}\right)_{p}-p\left({\frac {\partial G}{\partial p}}\right)_{T}\end{aligned}}}
と表される。すなわち、関数 G(T, p) が (T0, p0) で偏微分可能であれば、温度 T0、圧力 p0 における S, V, H, F, U が全て計算できる。

### エンタルピー
温度 T と圧力 p を変数とするエンタルピー H(T, p) は、熱力学ポテンシャルではない。エンタルピーの自然な変数は (T, p) ではなく (S, p) なので、H(T, p) ではなく H(S, p) が熱力学ポテンシャルである。たとえばギブズエネルギー G は
{\displaystyle G(S,p)=H-TS=H-S\left({\frac {\partial H}{\partial S}}\right)_{p}}
のように、 H(S, p) とその偏微分係数 (∂H/∂S)p で表すことができる。
それに対して、H(T, p) は熱力学ポテンシャルではないので、H(T0, p0) とその偏微分係数 (∂H/∂T)p で温度 T0、圧力 p0 におけるギブズエネルギー G を表すことはできない。実際、H(T, p) が既知関数であるときギブズ-ヘルムホルツの式
{\displaystyle G-T\left({\frac {\partial G}{\partial T}}\right)_{p}=H}
は、G(T, p) を未知関数とする微分方程式である。この微分方程式を G − T(∂G/∂T)p = −T2[∂(G/T)/∂T]p の関係を使って解くと、その解は
{\displaystyle {\begin{aligned}{\frac {G(T_{2},p)}{T_{2}}}&={\frac {G(T_{1},p)}{T_{1}}}-\int _{T_{1}}^{T_{2}}{\frac {H(T,p)}{T^{2}}}\,\mathrm {d} T\\&={\frac {H(T_{1},p)}{T_{1}}}-S(T_{1},p)-\int _{T_{1}}^{T_{2}}{\frac {H(T,p)}{T^{2}}}\,\mathrm {d} T\end{aligned}}}
と表される。温度 T2、圧力 p におけるギブズエネルギー G を計算するには、積分定数 G(T1, p) または S(T1, p) と、T1 から T2 の温度範囲にわたる H(T, p) が必要である。

## 化学ポテンシャル
この節では、モルエンタルピーと化学ポテンシャルの間に成り立つギブズ-ヘルムホルツの式について述べる。

### 単一成分系
純物質のモルエンタルピー Hm は、物質 1 モルあたりのエンタルピーであり、H を物質量 n で割ったものに等しい。またモルギブズエネルギー Gm = G/n は、その物質の化学ポテンシャル μ に等しい。よって単一成分系のギブズ-ヘルムホルツの式は
{\displaystyle H_{\text{m}}(T,p)=\mu (T,p)-T{\frac {\partial }{\partial T}}\mu (T,p)}
と表される。

### 理想気体
温度 T、圧力 p の理想気体の化学ポテンシャルは
{\displaystyle \mu (T,p)=\mu ^{\circ }(T)+RT\ln(p/p^{\circ })}
と表される。R は気体定数で、μ°(T) は標準圧力 p° の下での化学ポテンシャルである。これを単一成分系のギブズ-ヘルムホルツの式に代入すると、圧力 p に依存する項が打ち消しあって
{\displaystyle H_{\text{m}}(T)=\mu ^{\circ }(T)-T{\frac {\partial }{\partial T}}\mu ^{\circ }(T)}
となる。理想気体のモルエンタルピー Hm は圧力 p に依らない（ジュールの法則）。

### 多成分系
混合物のギブズ-ヘルムホルツの式は、エンタルピー H やギブズエネルギー G が成分の物質量 n = (n1, n2, ... ) に依存することをあらわに書くと
{\displaystyle H(T,p,{\boldsymbol {n}})=G(T,p,{\boldsymbol {n}})-T{\frac {\partial }{\partial T}}G(T,p,{\boldsymbol {n}})}
と表される。この式を成分 i の物質量 ni で偏微分すると、次式が得られる。
{\displaystyle {\overline {H}}_{i}(T,p,{\boldsymbol {n}})=\mu _{i}(T,p,{\boldsymbol {n}})-T{\frac {\partial }{\partial T}}\mu _{i}(T,p,{\boldsymbol {n}})}
ここで Hi(T, p, n) は成分 i の部分モルエンタルピーと呼ばれる量であり、次式で定義される。
{\displaystyle {\overline {H}}_{i}(T,p,{\boldsymbol {n}})={\frac {\partial }{\partial n_{i}}}H(T,p,{\boldsymbol {n}})}
また μi(T, p, n) は成分 i の化学ポテンシャルであり、次式で定義される。
{\displaystyle \mu _{i}(T,p,{\boldsymbol {n}})={\frac {\partial }{\partial n_{i}}}G(T,p,{\boldsymbol {n}})}
溶液や固溶体、混合ガス（混合気体）などの多成分系では、個々の成分についてギブズ-ヘルムホルツの式が成り立つ。

### 理想希薄溶液
理想希薄溶液の定義にはモル分率 xi に基づくものや質量モル濃度 mi に基づくもの、モル濃度 ci に基づくものなどいくつかのバリエーションがある。熱力学的な考察をする際には、組成変数としてモル分率 x = (x1, x2, ... ) を用いるのが便利である。それに対して、現実の物理化学的な問題を扱う際には、質量モル濃度（溶質の物質量を溶媒の質量で割ったもの）やモル濃度（溶質の物質量を溶液の体積で割ったもの）が便利である。質量モル濃度 mi に基づいて理想希薄溶液を定義すると、温度 T、圧力 p = p° における溶質成分 i の化学ポテンシャル μi は次式で与えられる。
{\displaystyle \mu _{i}(T,p^{\circ },m_{i})=\mu _{i}^{\circ }(T)+RT\ln {\frac {m_{i}}{\mathrm {mol\cdot kg^{-1}} }}}
ここで μi°(T) は標準状態 p = p°, mi = 1 mol/kg における化学ポテンシャルであり、 溶質成分 i の標準化学ポテンシャルと呼ばれる。
この式を多成分系の個々の成分について成り立つギブズ-ヘルムホルツの式
{\displaystyle {\overline {H}}_{i}(T,p,{\boldsymbol {n}})=\mu _{i}(T,p,{\boldsymbol {n}})-T{\frac {\partial }{\partial T}}\mu _{i}(T,p,{\boldsymbol {n}})}
に代入すると、質量モル濃度 mi に依存する項が打ち消しあって
{\displaystyle {\overline {H}}_{i}(T,p^{\circ })=\mu _{i}^{\circ }(T)-T{\frac {\partial }{\partial T}}\mu _{i}^{\circ }(T)}
となる。この式から、理想希薄溶液の任意の成分の部分モルエンタルピー Hi は組成 x には依らないことが分かる。

### 標準状態
ある物質 B の標準状態においては、標準モルエンタルピー Hm°(B;T) と標準化学ポテンシャル μ°(B;T) の間に次式が成り立つ。
{\displaystyle H_{\text{m}}^{\circ }({\text{B}};T)=\mu ^{\circ }({\text{B}};T)-T{\frac {\partial }{\partial T}}\mu ^{\circ }({\text{B}};T)}
次節で述べるように、標準モルエンタルピー Hm°(B;T) と標準化学ポテンシャル μ°(B;T) は、標準反応エンタルピー ΔrH°(T) と標準反応ギブズエネルギー ΔrG°(T) を定義する際にそれぞれ用いられる。

## 標準反応ギブズエネルギー
この節では、標準反応エンタルピー ΔrH°(T) と標準反応ギブズエネルギー ΔrG°(T) の間に成り立つギブズ-ヘルムホルツの式
{\displaystyle \Delta _{\text{r}}H^{\circ }(T)=\Delta _{\text{r}}G^{\circ }(T)-T{\frac {\partial }{\partial T}}\Delta _{\text{r}}G^{\circ }(T)}
を導出する。この式を少し変形した
{\displaystyle {\frac {\partial }{\partial T}}{\frac {\Delta _{\text{r}}G^{\circ }(T)}{T}}=-{\frac {\Delta _{\text{r}}H^{\circ }(T)}{T^{2}}}}
は、化学平衡の温度依存性を考える上で基礎となる式である。

### 定義
温度 T における、ある化学反応の標準反応エンタルピー ΔrH°(T) は次式で定義される。
{\displaystyle \Delta _{\text{r}}H^{\circ }(T)=\sum _{\text{B}}\nu _{\text{B}}H_{\text{m}}^{\circ }(\mathrm {B} ;T)}
ここで Hm°(B; T) は、反応に関与する物質 B の標準状態におけるモルエンタルピーである。νBは物質 B の化学量数（化学反応式の係数）であり、B が生成物のときは正の値、B が反応物のときは負の値である。たとえば反応
{\displaystyle a\,\mathrm {A} +b\,\mathrm {B} \longrightarrow c\,\mathrm {C} +d\,\mathrm {D} }
の場合、標準反応エンタルピーは
{\displaystyle \Delta _{\text{r}}H^{\circ }(T)=cH_{\text{m}}^{\circ }({\text{C}};T)+dH_{\text{m}}^{\circ }({\text{D}};T)-aH_{\text{m}}^{\circ }({\text{A}};T)-bH_{\text{m}}^{\circ }({\text{B}};T)}
で定義される。
同様に、温度 T における標準反応ギブズエネルギー ΔrG°(T) は次式で定義される。
{\displaystyle \Delta _{\text{r}}G^{\circ }(T)=\sum _{\text{B}}\nu _{\text{B}}\mu ^{\circ }(\mathrm {B} ;T)}
ここで μ°(B; T) は物質 B の標準化学ポテンシャルであり、物質 B の標準状態におけるモルギブズエネルギー Gm°(B; T) に等しい。反応 aA + bB → cC + dD の標準反応ギブズエネルギーは
{\displaystyle \Delta _{\text{r}}G^{\circ }(T)=c\mu ^{\circ }({\text{C}};T)+d\mu ^{\circ }({\text{D}};T)-a\mu ^{\circ }({\text{A}};T)-b\mu ^{\circ }({\text{B}};T)}
で定義される。

### 導出例1
標準反応エンタルピーの定義式 ΔrH°(T) = ΣνBHm°(B;T) に、標準モルエンタルピー Hm°(B;T) と標準化学ポテンシャル μ°(B;T) の間に成り立つ式
{\displaystyle H_{\text{m}}^{\circ }({\text{B}};T)=\mu ^{\circ }({\text{B}};T)-T{\frac {\partial }{\partial T}}\mu ^{\circ }({\text{B}};T)}
を代入し、さらに標準反応ギブズエネルギーの定義式 ΔrG°(T) = ΣνBμ°(B;T) を使うと、ギブズ-ヘルムホルツの式
{\displaystyle \Delta _{\text{r}}H^{\circ }(T)=\Delta _{\text{r}}G^{\circ }(T)-T{\frac {\partial }{\partial T}}\Delta _{\text{r}}G^{\circ }(T)}
が導かれる。

### 導出例2
定温定圧条件下では、一般に次のギブズ-ヘルムホルツの式が成り立つ。
{\displaystyle \Delta _{\text{r}}H(T,p)=\Delta _{\text{r}}G(T,p)-T\left[{\frac {\partial \Delta _{\text{r}}G(T,p)}{\partial T}}\right]_{p}}
化学反応に関与する物質がすべて標準状態にあるとき、反応エンタルピー ΔrH(T, p) は標準反応エンタルピー ΔrH°(T) に等しく、反応ギブズエネルギー ΔrG(T, p) は標準反応ギブズエネルギー ΔrG°(T) に等しい。よって次式が成り立つ。
{\displaystyle \Delta _{\text{r}}H^{\circ }(T)=\Delta _{\text{r}}G^{\circ }(T)-T\left[{\frac {\partial \Delta _{\text{r}}G^{\circ }(T)}{\partial T}}\right]_{p=p^{\circ }}}

## 平衡定数の温度依存性
平衡定数 K の温度依存性を表すファントホッフの式
{\displaystyle {\frac {\partial }{\partial T}}\ln K(T)={\frac {\Delta _{\text{r}}H^{\circ }(T)}{RT^{2}}}}
は、標準反応ギブズエネルギー ΔrG°(T) と標準反応エンタルピー ΔrH°(T) の間に成り立つギブズ-ヘルムホルツの式
{\displaystyle {\frac {\partial }{\partial T}}{\frac {\Delta _{\text{r}}G^{\circ }(T)}{T}}=-{\frac {\Delta _{\text{r}}H^{\circ }(T)}{T^{2}}}}
から導かれる。
以下、この節では次の可逆反応
{\displaystyle a\,\mathrm {A} +b\,\mathrm {B} \rightleftharpoons c\,\mathrm {C} +d\,\mathrm {D} }
における化学平衡を例に述べる。

### 平衡の条件
外界との間で物質の出入りがない、閉鎖系を考える。温度 T 一定、圧力 p 一定の条件下で系が平衡状態になるのは、ギブズエネルギー G が極小のときである。化学ポテンシャルの項を省略せずに dG を書くと
{\displaystyle \mathrm {d} G=-S\mathrm {d} T+V\mathrm {d} p+\sum _{i={\text{A,B,C,D}}}\mu _{i}\mathrm {d} n_{i}}
となるが、定温定圧では dT = 0, dp = 0 なので 
{\displaystyle \mathrm {d} G=\mu _{\text{A}}\mathrm {d} n_{\text{A}}+\mu _{\text{B}}\mathrm {d} n_{\text{B}}+\mu _{\text{C}}\mathrm {d} n_{\text{C}}+\mu _{\text{D}}\mathrm {d} n_{\text{D}}}
が成り立つ。したがって反応 aA + bB → cC + dD がわずかに進んで、化学成分 A, B, C, D の物質量がそれぞれ nA−adξ, nB−bdξ, nC+cdξ, nD+ddξ に変化したときのギブズエネルギーの変化量は
{\displaystyle \mathrm {d} G=-a\mu _{\text{A}}\mathrm {d} \xi -b\mu _{\text{B}}\mathrm {d} \xi +c\mu _{\text{C}}\mathrm {d} \xi +d\mu _{\text{D}}\mathrm {d} \xi }
で与えられる。G が極小のときは dG = 0 でなければならないので、右辺の dξ の係数はゼロでなければならない。よって
{\displaystyle a\mu _{\text{A}}+b\mu _{\text{B}}=c\mu _{\text{C}}+d\mu _{\text{D}}}
が成り立つ。すなわち、温度 T、圧力 p の下で可逆反応
{\displaystyle a\,\mathrm {A} +b\,\mathrm {B} \rightleftharpoons c\,\mathrm {C} +d\,\mathrm {D} }
が化学平衡にあるとき、化学成分 A, B, C, D の化学ポテンシャル μA, μB, μC, μD の間には、化学反応式から直ちに書き下せる関係式
{\displaystyle a\,\mu _{\text{A}}(T,p,{\boldsymbol {n}})+b\,\mu _{\text{B}}(T,p,{\boldsymbol {n}})=c\,\mu _{\text{C}}(T,p,{\boldsymbol {n}})+d\,\mu _{\text{D}}(T,p,{\boldsymbol {n}})}
が成り立つ。

### 理想気体
理想気体の混合物の場合、成分 i の化学ポテンシャル μi は
{\displaystyle \mu _{i}(T,p,{\boldsymbol {n}})=\mu _{i}^{\circ }(T)+RT\ln {\frac {p_{i}}{p^{\circ }}}}
で与えられる。ただし pi は成分 i の分圧であり、全圧 p と pi = (ni/Σnj)p の関係がある。また p° は標準圧力である。この式と平衡状態で成分 A, B, C, D の化学ポテンシャルの間に成り立つ関係式から、平衡状態では
{\displaystyle a\mu _{\text{A}}^{\circ }(T)+b\mu _{\text{B}}^{\circ }(T)-c\mu _{\text{C}}^{\circ }(T)-d\mu _{\text{D}}^{\circ }(T)=RT\ln \left({\frac {p_{\text{A}}}{p^{\circ }}}\right)^{-a}\left({\frac {p_{\text{B}}}{p^{\circ }}}\right)^{-b}\left({\frac {p_{\text{C}}}{p^{\circ }}}\right)^{c}\left({\frac {p_{\text{D}}}{p^{\circ }}}\right)^{d}}
が成り立つ。標準反応ギブズエネルギーの定義式 ΔrG°(T) = Σνiμi°(T) を使うと、この標準化学ポテンシャルと分圧の間に成り立つ関係式は
{\displaystyle -\Delta _{\text{r}}G^{\circ }(T)=RT\ln {\frac {K_{p}(T,p)}{(p^{\circ })^{c+d-a-b}}}}
と表される。ただし Kp は
{\displaystyle K_{p}(T,p)={\frac {{p_{\text{C}}}^{c}\,{p_{\text{D}}}^{d}}{{p_{\text{A}}}^{a}\,{p_{\text{B}}}^{b}}}}
で定義される量であり、圧力に基づいた平衡定数または圧平衡定数と呼ばれる。標準反応ギブズエネルギー ΔrG°(T) が全圧 p にも物質量 n にも依らないので、理想気体混合物の圧平衡定数 Kp もまた p にも n にも依らない量であることが、上の関係式から分かる。
圧平衡定数 Kp と標準反応エンタルピー ΔrH° の間のファントホッフの式は、ギブズ-ヘルムホルツの式から導かれる。
{\displaystyle {\begin{aligned}{\frac {\mathrm {d} }{\mathrm {d} T}}\ln K_{p}(T)&={\frac {\Delta _{\text{r}}H^{\circ }(T)}{RT^{2}}}\\{\frac {\mathrm {d} \ln K_{p}}{\mathrm {d} (1/T)}}&=-{\frac {\Delta _{\text{r}}H^{\circ }(T)}{R}}\end{aligned}}}
最後の式から、理想気体混合物の ln Kp を温度の逆数 1/T に対してプロットしたときの傾きは −ΔrH°/R に等しい、ということが分かる。

### 実在気体
実在気体の場合、成分 i の化学ポテンシャル μi は
{\displaystyle \mu _{i}(T,p,{\boldsymbol {n}})=\mu _{i}^{\circ }(T)+RT\ln {\frac {f_{i}(T,p,{\boldsymbol {n}})}{p^{\circ }}}}
で与えられる。ただし、fi は成分 i のフガシティーである。理想気体のときと同じ議論を繰り返すと
{\displaystyle K_{f}(T,p)={\frac {{f_{\text{C}}}^{c}{f_{\text{D}}}^{d}}{{f_{\text{A}}}^{a}{f_{\text{B}}}^{b}}}}
で定義されるフガシティーに基づいた平衡定数 Kf と標準反応エンタルピー ΔrH° の間のファントホッフの式が導かれる。
{\displaystyle {\frac {\mathrm {d} }{\mathrm {d} T}}\ln K_{f}(T)={\frac {\Delta _{\text{r}}H^{\circ }(T)}{RT^{2}}}}
この式から、実在気体の圧平衡定数 Kp と平衡組成における反応エンタルピー ΔrH(neq) の間のファントホッフの式が導かれる。
{\displaystyle {\frac {\partial }{\partial T}}\ln K_{p}(T,p)={\frac {\Delta _{\text{r}}H(T,p,{\boldsymbol {n}}_{\text{eq}})}{RT^{2}}}}
ここで neq は温度 T、圧力 p で化学平衡にあるときの物質量 n を表す。また、反応エンタルピー ΔrH(T, p, n) は次式で定義される。
{\displaystyle \Delta _{\text{r}}H(T,p,{\boldsymbol {n}})=c{\overline {H}}_{\text{C}}(T,p,{\boldsymbol {n}})+d{\overline {H}}_{\text{D}}(T,p,{\boldsymbol {n}})-a{\overline {H}}_{\text{A}}(T,p,{\boldsymbol {n}})-b{\overline {H}}_{\text{B}}(T,p,{\boldsymbol {n}})}
ただし、Hi (i = A, B, C, D) は各成分の部分モルエンタルピーである。実在気体では、分子間の相互作用が無視できないので、一般に Hi ≠ Hi° である。 
{\displaystyle {\overline {H}}_{i}(T,p,{\boldsymbol {n}})=H^{\circ }(T)-RT^{2}{\frac {\partial \ln f_{i}(T,p,{\boldsymbol {n}})}{\partial T}}}
Kf と ΔrH° の間のファントホッフの式を使うと、測定が困難な Kf の温度依存性を、標準生成エンタルピー ΔfH° から容易に計算できる。一方 Kp と ΔrH(neq) の間のファントホッフの式を使うと、測定が容易な Kp の温度依存性から、直接測定が困難な ΔrH(neq) を決定できる。全圧 p → 0 の極限では Kf → Kp および ΔrH(neq) → ΔrH° となるので、分子間の相互作用が無視できるほど十分に低い圧力では、どちらの式も理想気体のファントホッフの式と同じになる。

### 理想希薄溶液
標準圧力 p° の下で、質量モル濃度 mi の溶質成分 i の化学ポテンシャル μi が
{\displaystyle \mu _{i}(T,p^{\circ },m_{i})=\mu _{i}^{\circ }(T)+RT\ln {\frac {m_{i}}{\mathrm {mol\cdot kg^{-1}} }}}
で与えられる溶液を考える。理想気体のときと同じ議論を繰り返すと
{\displaystyle K_{m}(T,p^{\circ })={\frac {{m_{\text{C}}}^{c}{m_{\text{D}}}^{d}}{{m_{\text{A}}}^{a}{m_{\text{B}}}^{b}}}}
で定義される質量モル濃度に基づいた平衡定数 Km と標準反応エンタルピー ΔrH° の間のファントホッフの式が導かれる。
{\displaystyle {\begin{aligned}{\frac {\partial }{\partial T}}\ln K_{m}(T,p^{\circ })&={\frac {\Delta _{\text{r}}H^{\circ }(T)}{RT^{2}}}\\\left[{\frac {\partial \ln K_{m}}{\partial (1/T)}}\right]_{p=p^{\circ }}&=-{\frac {\Delta _{\text{r}}H^{\circ }(T)}{R}}\end{aligned}}}
ΔrG°(T) が質量モル濃度 m = (mA, mB, mC, mD) に依らないので、 Km も m には依らない。最後の式から、理想希薄溶液の ln Km を温度の逆数 1/T に対してプロットしたときの傾きは −ΔrH°/R に等しい、ということが分かる。

### 実在溶液
標準圧力 p° の下にある実在溶液の場合、成分 i の化学ポテンシャル μi は
{\displaystyle \mu _{i}(T,p^{\circ },{\boldsymbol {m}})=\mu _{i}^{\circ }(T)+RT\ln a_{i}(T,p^{\circ },{\boldsymbol {m}})}
で与えられる。ただし、ai は成分 i の活量である。圧力 p° の下で平衡状態にあるときの活量 ai(T, p°, meq) で定義される平衡定数
{\displaystyle K^{\circ }={\frac {{a_{\text{C}}}^{c}{a_{\text{D}}}^{d}}{{a_{\text{A}}}^{a}{a_{\text{B}}}^{b}}}}
を標準平衡定数または熱力学平衡定数と呼ぶ。標準平衡定数 K° と標準反応ギブズエネルギー ΔrG° の間には次の関係が成り立つ。
{\displaystyle K^{\circ }(T)=\exp \left(-{\frac {\Delta _{\text{r}}G^{\circ }(T)}{RT}}\right)}
ΔrG°(T) が質量モル濃度 m に依らないので、K° も m には依らない。標準反応エンタルピー ΔrH° との間には次の関係が成り立つ。
{\displaystyle {\frac {\partial }{\partial T}}\ln K^{\circ }(T)={\frac {\Delta _{\text{r}}H^{\circ }(T)}{RT^{2}}}}
この式から、実在溶液の質量モル濃度に基づいた平衡定数 Km と平衡組成における反応エンタルピー ΔrH(meq) の間のファントホッフの式が導かれる。
{\displaystyle {\frac {\partial }{\partial T}}\ln K_{m}(T,p^{\circ },{\boldsymbol {m}})={\frac {\Delta _{\text{r}}H(T,p^{\circ },{\boldsymbol {m}}_{\text{eq}})}{RT^{2}}}}
実在溶液では、溶質間の相互作用が無視できないので、一般に ΔrH(m) ≠ ΔrH° である。
{\displaystyle \Delta _{\text{r}}H(T,p^{\circ },{\boldsymbol {m}})=\Delta _{\text{r}}H^{\circ }(T)-RT^{2}\sum _{i={\text{A,B,C,D}}}\nu _{i}{\frac {\partial }{\partial T}}\ln \gamma _{i}(T,p^{\circ },{\boldsymbol {m}})}
ここで νi は成分 i の化学量数（化学反応式の係数）であり、生成物のときは正の値、反応物のときは負の値である。また γi は成分 i の質量モル濃度に基づいた活量係数であり、次式で定義される。
{\displaystyle \gamma _{i}(T,p,{\boldsymbol {m}})={\frac {a_{i}(T,p,{\boldsymbol {m}})}{m_{i}/\mathrm {mol\cdot kg^{-1}} }}}
熱力学平衡定数 K° と ΔrH° の間のファントホッフの式を使うと、測定が困難な K° の温度依存性を、標準生成エンタルピー ΔfH° から容易に計算できる。一方 Km と ΔrH(meq) の間のファントホッフの式を使うと、測定が容易な Km の温度依存性から、直接測定が困難な ΔrH(meq) を決定できる。濃度 m → 0 の極限では K° → Km / (mol・kg−1)c+d−a−b および ΔrH(meq) → ΔrH° となるので、溶質間の相互作用が無視できるほど十分に希薄な溶液では、どちらの式も理想希薄溶液のファントホッフの式と同じになる。

### ルシャトリエの原理とファントホッフの式
温度 T で化学平衡にある系に、圧力 p を一定に保ったまま外部から微小な熱量 d′Q を加えた結果、温度が T + dT に変化したとする。また、温度の変化に伴って反応 aA + bB → cC + dD がわずかに進み、化学成分 A, B, C, D の物質量がそれぞれ nA−adξ, nB−bdξ, nC+cdξ, nD+ddξ に変化したとする。定圧過程では加えられた熱量 d′Q は系のエンタルピー変化 dH に等しいから、d′Q と dT の関係は次式で与えられる。
{\displaystyle {\begin{aligned}\mathrm {d} 'Q&=\mathrm {d} H\\&=H(T+\mathrm {d} T,p,n_{\text{A}}-a\mathrm {d} \xi ,n_{\text{B}}-b\mathrm {d} \xi ,n_{\text{C}}+c\mathrm {d} \xi ,n_{\text{D}}+d\mathrm {d} \xi )-H(T,p,n_{\text{A}},n_{\text{B}},n_{\text{C}},n_{\text{D}})\\&=\left({\frac {\partial H}{\partial T}}\right)_{p,{\boldsymbol {n}}}\mathrm {d} T+\left[-a\left({\frac {\partial H}{\partial n_{\text{A}}}}\right)_{T,p,n_{j}}-b\left({\frac {\partial H}{\partial n_{\text{B}}}}\right)_{T,p,n_{j}}+c\left({\frac {\partial H}{\partial n_{\text{C}}}}\right)_{T,p,n_{j}}+d\left({\frac {\partial H}{\partial n_{\text{D}}}}\right)_{T,p,n_{j}}\right]\mathrm {d} \xi \\&=\left({\frac {\partial H}{\partial T}}\right)_{p,{\boldsymbol {n}}}\mathrm {d} T+\Delta _{\text{r}}H({\boldsymbol {n}}_{\text{eq}})\mathrm {d} \xi \\&=\left[C_{p,{\boldsymbol {n}}}+\Delta _{\text{r}}H({\boldsymbol {n}}_{\text{eq}}){\frac {\mathrm {d} \xi }{\mathrm {d} T}}\right]\mathrm {d} T\end{aligned}}}
ここで Cp,n は、組成が n に固定された系の定圧熱容量に相当する。というのは、定圧条件下で外部から微小熱量 d′Q > 0 を加えたときに、仮に化学反応が正方向にも逆方向にも進まなかったなら dξ = 0 となるので、系の温度上昇が d′Q/Cp,n に等しくなるからである。
ルシャトリエの原理より、可逆反応が起こるときの温度上昇 dT は、化学成分 A, B, C, D の物質量が固定されたときの温度上昇より小さくなければならない。
{\displaystyle 0<\mathrm {d} T<{\frac {\mathrm {d} 'Q}{C_{p,{\boldsymbol {n}}}}}}
したがって定圧過程において、一般に次の不等式が成り立つ。
{\displaystyle \Delta _{\text{r}}H({\boldsymbol {n}}_{\text{eq}}){\frac {\mathrm {d} \xi }{\mathrm {d} T}}>0}
吸熱反応では ΔrH(neq) > 0 であり、発熱反応では ΔrH(neq) < 0 である。吸熱反応ではルシャトリエの原理より dξ/dT > 0 となるから、温度が高くなると反応は正の向きに進み生成物の量が増える。発熱反応では dξ/dT < 0 となるから、温度が高くなると反応は逆向きに進み生成物の量が減る。温度を下げたときは逆に、吸熱反応では生成物の量が減り、発熱反応では生成物の量が増える。
温度を変えたときに可逆反応がどちら向きに進むかは、ルシャトリエの原理と反応熱の符号から分かる。しかし、反応がどの程度進むかについては、ルシャトリエの原理からは何もいえない。ファントホッフの式を使うと、可逆反応がどの程度進むかを標準反応エンタルピー ΔrH°(T) から推定できる。
{\displaystyle {\begin{aligned}{\frac {\partial \ln K_{p}}{\partial T}}&={\frac {\Delta _{\text{r}}H(T,p,{\boldsymbol {n}}_{\text{eq}})}{RT^{2}}}\simeq {\frac {\Delta _{\text{r}}H^{\circ }}{RT^{2}}}\\{\frac {\partial \ln K_{m}}{\partial T}}&={\frac {\Delta _{\text{r}}H(T,p^{\circ },{\boldsymbol {m}}_{\text{eq}})}{RT^{2}}}\simeq {\frac {\Delta _{\text{r}}H^{\circ }}{RT^{2}}}\end{aligned}}}
何らかの方法で成分のフガシティー fi や活量係数 γi を見積もることができるなら、推定の精度は上がる。あるいは系を理想気体または理想希薄溶液とみなせる場合は、可逆反応がどの程度進むかを ΔrH°(T) から定量的に予測できる。

## 起電力の温度依存性
化学電池の起電力 Ecell と反応エンタルピー ΔrH の間には、次のギブズ-ヘルムホルツの式が成り立つ。
{\displaystyle \Delta _{\text{r}}H=-z{\boldsymbol {F}}E_{\text{cell}}+z{\boldsymbol {F}}T\left({\frac {\partial E_{\text{cell}}}{\partial T}}\right)_{p}}
ここで z は電池反応に伴って移動する電子の数であり、F はファラデー定数である。この式の両辺を熱力学温度 T で微分すると次式が得られる。
{\displaystyle \left({\frac {\partial \Delta _{\text{r}}H}{\partial T}}\right)_{p}=z{\boldsymbol {F}}T\left({\frac {\partial ^{2}E_{\text{cell}}}{\partial T^{2}}}\right)_{p}}
この式は、反応エンタルピー ΔrH の温度依存性を無視する近似では起電力の温度係数 (∂Ecell/∂T)p が温度に依らない定数になることと、起電力の2次微分係数 (∂2Ecell/∂T2)p が生成物と反応物の定圧熱容量の差 ΔrCp から計算できることを示している（キルヒホッフの法則）。

### 燃料電池の起電力
水素を燃料とする燃料電池の起電力の温度依存性は、水素の燃焼熱から計算できる。
電池の全反応を
{\displaystyle {\ce {{H2(g)}+ 1/2{O2(g)}-> H2O(l)}}}
と書くと z = 2 であり、反応に関与する物質が全て標準状態にあるなら、25℃における起電力 Ecell は 1.229 Vである。この反応の ΔrH は水素の標準燃焼エンタルピー −285.83 kJ/mol に等しいから、ギブズ-ヘルムホルツの式を使うと起電力の温度係数は (∂Ecell/∂T)p = −8.46×10−4 V/K と計算される。